# Nestorianisme

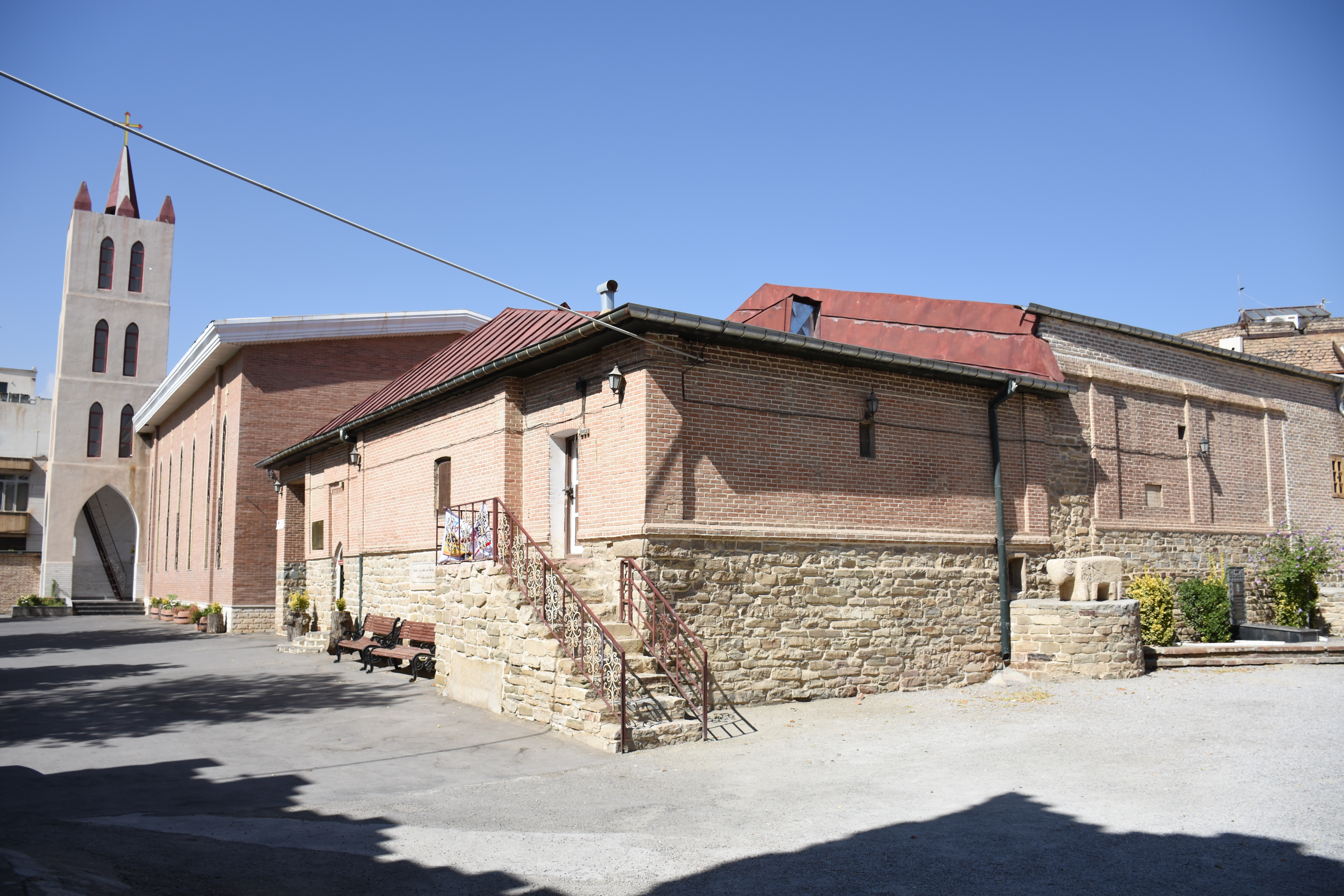
Oude Assyrische kerk in de stad Urmia, Iran

Het nestorianisme ('leer van Nestorius') is een doctrine in het oosters christendom. Het stelt dat Christus bestaat als twee personen: de man Jezus en de heilige Zoon van God (of Logos / Woord) en staat in tegenstelling tot de leer van de twee naturen (Echt God en Echt Mens) van een heilige persoon.
De leer is afkomstig van Nestorius (Nestorios in het Grieks), die patriarch van Constantinopel was van 428 tot 431. Deze leer over Christus werd door de patriarch Cyrillus van Alexandrië bestreden. Toen beiden een beroep deden op paus Celestinus, steunde die Cyrillus. Tijdens het Concilie van Efeze in 431 werd het nestorianisme veroordeeld, en het conflict hierover leidde tot het Nestoriaans Schisma, waardoor het zich afscheidde van de kerk, met name van de Syrische kerk van Antiochië en bekend is gaan worden als de kerk van het Oosten.

## Geschiedenis
Het nestorianisme ontstond in de 5e eeuw als gevolg van een poging om de incarnatie (vleeswording) van de heilige Logos rationeel te kunnen verklaren, die de tweede persoon vormt binnen de Heilige Drie-eenheid als Jezus Christus. Het nestorianisme leerde dat het menselijke en het heilige wezen van Christus apart van elkaar moeten worden gezien en dat er twee verschillende christelijke naturen bestaan: de mens Jezus en de heilige Logos. In het verlengde daarvan wezen nestorianen terminologie als "God leed" of "God werd gekruisigd" af, aangezien de menselijkheid van de lijdende Jezus Christus door hen wordt onderscheiden van Zijn heiligheid. Om diezelfde reden wezen zij het begrip Theotokos (Geboortegeefster van God/Moeder van God) af als titel van de Maagd Maria en stelden in plaats daarvan de titel van Christotokos (Geboortegeefster van Christus/Moeder van Christus) voor, omdat Christus volgens hun denkwijze zijn menselijke natuur alleen aannam van zijn moeder, terwijl de heilige Logos daarvoor al bestond en eeuwig was, waardoor het noemen van Maria als "Moeder van God" misleidend was en mogelijk fout.

### Kerk van het Oosten
De kerk van het Oosten weigerde haar steun aan Nestorius in te trekken of hem tot ketter te veroordelen. Om die reden wordt die kerk nog altijd aangeduid als 'nestoriaans' in het Westen, om ze te onderscheiden van andere oosterse kerken. De later ontstane Assyrische kerk van het Oosten zelf ziet haar leer echter niet als werkelijk nestoriaans: zij onderwijst de leer van Babai de Grote: dat Christus twee qnomes (wezens) heeft, die niet gemengd zijn en voor eeuwig verenigd zijn in een parsopa (persoonlijkheid). Volgens sommige interpretaties is de oorsprong van dit geloof vooral historisch en taalkundig. Zo hadden de Grieken bijvoorbeeld twee woorden voor 'persoon', wat slecht kon worden vertaald naar het Syrisch, en waren de betekenissen van deze termen nog niet met zekerheid vastgesteld tijdens het leven van Nestorius.
De nestoriaanse kerk ontplooide een grote zendingsactiviteit, met name in het Oosten. Vooral leken, handelaren, artsen en schrijvers droegen veel bij aan de verbreiding van het christelijk geloof.

### Sassaniden
In het Perzië van de Sassaniden werd er een 'Perzisch-christelijke' kerk gecreëerd onder de controle van de Koning der Koningen (Shahanshah), en het groeiende aantal christenen stond onder toezicht van het rijk. Hierdoor werd de 'christelijke Romeinse' propaganda, die voor religieuze concurrentie en druk in het Sassanidische rijk had gezorgd, afgezwakt. Vanaf dat moment was de Romeinse keizer niet de enige heerser over de christenen, maar waren er twee heersers. De tweede was de Shahanshah in Ctesiphon. Tijdens de regering van Yazdagird I (399-420) werd het christendom met de eerste synode van de nestoriaanse kerk in 410 een erkende religie in Perzië. In de tijd van Khusro I (531-579) was de Eran Cathollicos de leider van de Perzische christenen. Hij verbleef in de Perzische hoofdstad Ctesiphon.

### China
China maakte in de 7e eeuw voor het eerst kennis met het christendom. In 635 arriveerde Alopen. Hij was de eerste christelijke missionaris in China. Uit die periode dateren de nestoriaanse stele en een aantal documenten die bekendstaan als de Jezussoetra's.

### Arabieren en Mongolen
Nadat de nestorianen grotendeels onderdanen waren geworden van het rijk van de kaliefen, verloor hun kerk veel van haar gelovigen aan de islam, niet zozeer door regelrechte vervolgingen, maar vooral omdat de islamitische heersers hen maar een plaats als tweederangsburgers toebedeelden.

#### Christelijke Mongolen
De Mongolen vormden de grootste bedreiging voor de islam. De Mongolen waren bekend met de twee grote Aziatische religies: boeddhisme en christendom. In hun coalitie zaten gekerstende volken als de Onggud, Oeigoeren en Keiraïten. Toghrul was de leider van de Keiraïten en de beschermheer van de jonge Dzjengis Khan (1162-1227). Later stootte Dzjengiz Khan zijn christelijke beschermheer van de troon en nam diens christelijke nichten als huwelijkspartners voor zijn eigen familie. Zijn zoon Tolui trouwde met de belangrijkste Keiraïtenzuster Sorghaghtani Beki. Haar zoon Hulagu beschouwde zichzelf mogelijk als christen. Koeblai Khan was een andere zoon van Sorghaghtani Beki, door Bar-Hebraeus geprezen als "de rechtvaardige en wijze koning, die van de christenen houdt [of hun vriend is]" maar later voor het boeddhisme koos. De christelijke vrouw van Hulagu voorkwam dat er kerken verwoest werden toen hij Bagdad in 1258 innam. De Mongoolse generaal Kitbuqa, die in 1260 probeerde het mammelukse Egypte te veroveren, was zelf een Keiraït en christen. Hulagu verkoos het christendom boven de islam, en zijn zoon trouwde met een Byzantijnse prinses.
In de 13e eeuw dacht men in de kerk van het Oosten nog in het Oudsyrisch en noemden de leden van deze kerk zich Nasraye (Nazareners) en Jezus noemden ze Jesjoea. In de 13e eeuw was de nestoriaanse invloed op de Mongolen die het Midden-Oosten veroverden zó groot dat Bagdad werd voorgesteld als hoofdstad van een nieuw christelijk rijk.

#### Slag bij Ain Jalut
Toen Hulagu zijn generaal Kitbuqa achterliet om met de hoofdmacht van zijn leger naar het Mongoolse hoofdkwartier te trekken na het overlijden van Möngke, volgde een keerpunt in de geschiedenis. Verschillende pausen hadden een officieel bondgenootschap tussen de kruisvaarders uit het Westen en de Mongolen verboden. De overgebleven kruisvaardersstaten zagen wel heil in Mongoolse plannen om het mammelukse Egypte te veroveren. Ze beloofden de invasie niet te verhinderen en de Egyptenaren niet te waarschuwen. Maar kort daarop kregen de Egyptische mammelukken van de Franken, die met hen een ongewoon neutraliteitsverdrag hadden gesloten, toegang tot hun grondgebied en konden ze noordwaarts optrekken en zich zelfs bij Akko bevoorraden. Daarna trokken de mammelukken onder Baibars in september 1260 bij Ain Jalut tegen de kleine legermacht van Kitbuqa op en versloegen de Mongolen. Toen Hulagu terug kwam en wraak wilde nemen, werd hij afgeleid door zijn neef Berke van de Gouden Horde in het noorden, die fanatiek moslim was geworden en op zijn beurt het bloedbad van Bagdad wilde wreken. Het leidde tot een burgeroorlog, waarbij Mongolen elkaar bestreden. Vanaf dat moment was het snel gedaan met de nestoriaanse voorspoed.
In de decennia na de Slag bij Ain Jalut vervolgden de Mongolen de moslims niet, maar ze mochten christenen niet langer als hun onderdanen behandelen. De verdraagzaamheid was volkomen afhankelijk van de houding van de Mongoolse heersers, maar zij neigden na verloop van tijd meer naar de islam. Toen Mongoolse heersers zich tot de islam bekeerden, kregen de christenen in Mesopotamië en Syrië het even moeilijk als de christenen (kopten) in Egypte.
In 1287 zond de Il Khan, de Mongoolse opperheer van het Midden-Oosten, Bar-Sauma (misschien een Turkse Onggud) naar Europa om de christenen over te halen tot een gezamenlijke aanval op het islamitische Egypte. Aan de katholieke hoven van Europa was de nestoriaanse bisschop een sensatie. De Europeanen waren verbaasd te horen dat de christelijke wereld zich tot aan de kust van de Stille Oceaan uitstrekte. Bar-Sauma vertelde hen dat nestoriaanse priesters naar de Mongolen, Turken en Chinezen waren getrokken en veel Mongolen christelijk waren. Het was een ontmoeting tussen twee totaal verschillende soorten christendom. De diplomatieke missie leidde niet tot een verdrag.
Akko werd, 30 jaar na het 'neutraliteitspact' met de mammelukken, in 1291 door diezelfde mammelukken ingenomen en de kruisvaarders verloren het Heilige Land definitief. De tempeliers, die als laatsten de strijd in Akko opgaven, kregen ironisch genoeg de schuld van het uiteindelijke verlies van het Heilige Land. Ze verloren daarmee hun belangrijkste bestaansreden en werden doelwit van hebzucht. Hun orde werd in 1307 verboden op beschuldiging van ketterij.

#### Islamitische Mongolen
In 1295 vervolgde de nieuwe Khan, Machmoed Gazan, christenen en boeddhisten, en dit beleid werd door zijn opvolgers voortgezet. Zijn broer en opvolger, Öljeitü (1304-1316), als Nicolaas gedoopt (maar na zijn bekering tot de islam nam hij de naam Mohammed aan), was verschrikkelijk hard. Christenen waren onderdanen in een 'islamitische superstaat' geworden en werden blootgesteld aan hevige vervolging. De gevolgen van klimaatverandering speelden ook een rol: eind 13e eeuw begon in Europa en het Midden-Oosten de 'kleine ijstijd', met honger en oprukkende woestijnen tot gevolg. Kwetsbare minderheden werden tot zondebok gemaakt.
De Chagataiheersers verdroegen eerst de aanwezigheid van christenen nog in het gebied tussen Perzië en China en in hun hoofdstad Almaliq, maar in 1338 kwam de ommekeer. Toen werden alle christenen in de stad vermoord. Kerken werden massaal gesloten of gesloopt, zelfs in oude centra als Tabriz, Arbela (Erbil), Mosoel en Bagdad. Bisschoppen en geestelijken werden gemarteld en verdwenen achter de tralies.
Patriarch Yaballah III werd door een mensenmenigte belaagd en gemarteld. Het ambt van nestoriaanse katholikos bleef van 1369 tot 1378 en mogelijk zelfs langer onvervuld.
Merv had in 1340 nog een christelijke school voor Tataren, maar eind 14e eeuw verdween het christendom uit Perzië en uit het zuiden en midden van Irak. De patriarchen 'van Babylon' vestigden zich in het veiliger noorden van Mesopotamië, en in latere eeuwen kozen de patriarchen het klooster van Rabban Hormizd in de bergen bij Mosoel als thuisbasis. 
Sporen van het christendom onder de Keiraïten en Oeigoeren werden in de loop van de 15e eeuw gewist.

#### Timoer Lenk
Na de vervolgingen onder Timoer Lenk (1370–1405) bleef nog maar een klein deel over van de eens zo grote kerk. Deze islamitische heerser gaf in de jaren zestig van de 14e eeuw het christelijke Midden-Oosten de genadeslag. Het was zijn gewoonte steden die zich tegen hem verzetten uit te roeien en de schedels van zijn slachtoffers in reusachtige piramiden op te stapelen. Zijn regime markeert het einde van de stedelijke Midden-Oosterse beschaving zoals die sinds het oude Griekenland was opgebloeid. Pas in zijn tijd kwam er een einde aan het gebruik van de Zijderoute. De stadsbevolking in Syrië en Mesopotamië werd rond 1400 door Timoers leger afgeslacht. Christelijke gebieden als Damascus, Amida, Ani, Tikrit, Arbela, Mosoel, Tur Abdin en Smyrna (1402) werden door rampspoed getroffen. Grotten in Noord-Mesopotamië werden uitgerookt. De jakobieten noch de nestorianen kwamen het tijdperk van Timoer ooit te boven. Het nestoriaanse patriarchaat werd een erfelijk ambt, dat overging van oom op neef.
De laatste christelijke gemeenschappen in Samarkand en Centraal-Azië werden te gronde gericht door Timoers kleinzoon Ulug Bey.

#### Ondergang
In de 'tweede fase', de tijd van ondergang na de middeleeuwse periode, die nauwelijks een eeuw geleden begonnen is, zijn de christenen als georganiseerde gemeenschap in het Nabije Oosten helemaal verdwenen of aan het verdwijnen door georganiseerd geweld in de vorm van massamoord, verdrijving of gedwongen migratie.

### Chaldeeën en Assyriërs
Toen er moeilijkheden ontstonden bij de benoeming van een nieuwe katholikos verenigde een deel van de nestorianen zich in 1551 met Rome. Het werd gebruikelijk hen met de naam Chaldeeën aan te duiden. Zij die het nestorianisme trouw bleven, werden vanaf de 19e eeuw Assyriërs genoemd. Er bevinden zich tegenwoordig nog ongeveer 170.000 Assyriërs in met name Syrië, Irak en Iran.

## Opvolging
Zoals de westerse kerk zich baseerde op Petrus en zijn opvolgers, zo vereerden de Aziatische christenen Addai of Taddeüs. In een bewaard gebleven document uit 1500 van de nestoriaanse kerk is de apostolische opvolging van de patriarchen of katholikoi vastgelegd:
- Addai (begraven in Edessa)
- Mari (begraven in het klooster van Koni)
- Abris (Ambrosius, 'van de handoplegging van Antiochië')
- Abraham (nazaat van Jakob, de zoon van Jozef, dezelfde handoplegging, begraven in Ctesiphon)
- Jakobus (uit de familie van Jozef, de man van Maria, dezelfde handoplegging, begraven in Ctesiphon)
- Aha d'aboehi (dezelfde handoplegging, begraven in Ctesiphon)

De katholikoi waren daarna van de handoplegging van Ctesiphon tot hun verhuizing naar Bagdad onder katholikos Timoteüs I van Bagdad, die leefde in de tijd van Haroen ar-Rashid en Karel de Grote.
Markos, een nestoriaanse monnik uit China, een Oeigoer of Turkse Onggud, werd in 1281 tot patriarch gekozen, omdat hij bekend was met de manieren en gebruiken van de Mongolen en leidde tot 1317 als Yaballaha III 30 provincies en 250 bisdommen. Hij vestigde zijn zetel in Maragha, bij Tabriz, de hoofdstad van het Mongoolse Il-kanaat.